# كونفير 990
كونفير 990 (بالإنجليزية: Convair 990 Coronado)‏ هي طائرة ركاب نفاثة ضيقة البدن أنتجت في 1961. من صناعة كونفير. كان أول طيران لها في 24 يناير 1961. انتهت خدمتها في سبتمبر، 1987. صنع منها 37 طائرة.